# Biała Podlaska Osobowa
Biała Podlaska Osobowa – dawna wąskotorowa stacja kolejowa Bialskiej Kolei Dojazdowej w mieście Biała Podlaska, w województwie lubelskim, w Polsce.